# Paracycling-Straßenweltmeisterschaften 2024

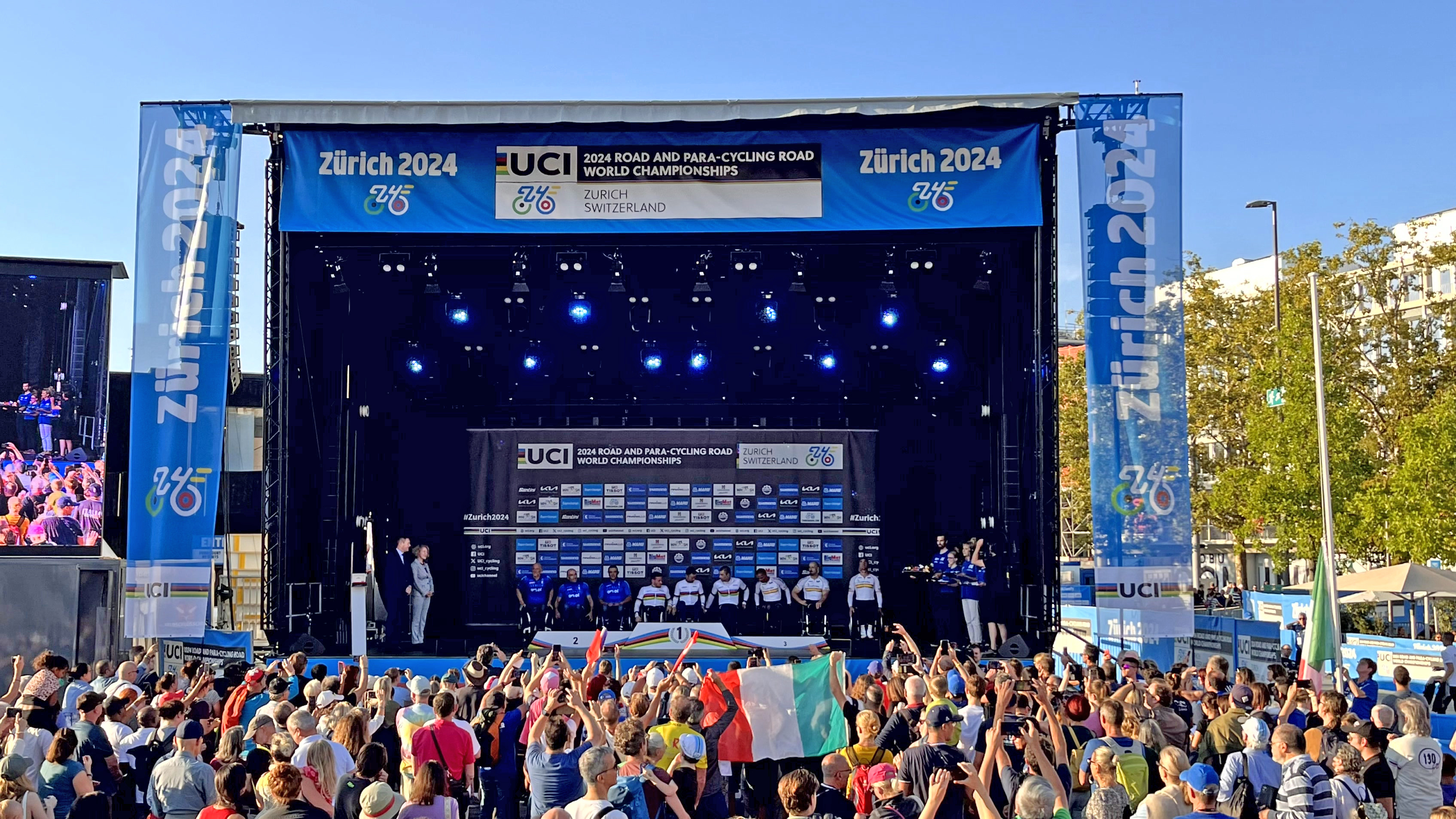
Siegerehrung vom Eröffnungsrennen, der Mixed-Handbike-Staffel

Die Paracycling-Straßenweltmeisterschaften 2024 fanden vom 21. bis 29. September 2024 um und in Zürich im Rahmen der 2024 UCI Road and Para-cycling Road World Championships statt. Die Wettkämpfe waren erstmals vollständig mit denen der Straßenradsport-Weltmeisterschaften integriert, die parallel ausgetragen wurden.

## Kurs
Das Wettbewerbs-Programm war im Vergleich zu den Vorjahren unverändert, es wurden 53 Entscheidungen ausgefahren. Die Wettbewerbe wurden nach Paracycling-Leistungsklassen mit Tandems (Klasse B), Rennrädern (Klassen C1 bis C5), Handbikes (Klassen H1 bis H5) und Dreirädern (Klassen T1 und T2) ausgetragen. In allen Klassen gab es die Wettbewerbe Einzelzeitfahren und Straßenrennen für Frauen (W) und Männer (M). Zusätzlich gab es eine Handbike-Staffel als Mannschaftswettbewerb.
Startorte waren der Sechseläutenplatz und der Münsterhof in Zürichs Innenstadt sowie Gossau. Alle Rennen endeten am Sechseläutenplatz.

### Straßenrennen
Die Straßenrennen fi+anden auf zwei Rundkursen statt, die je nach Leistungsklasse unterschiedlich oft kombiniert wurden.

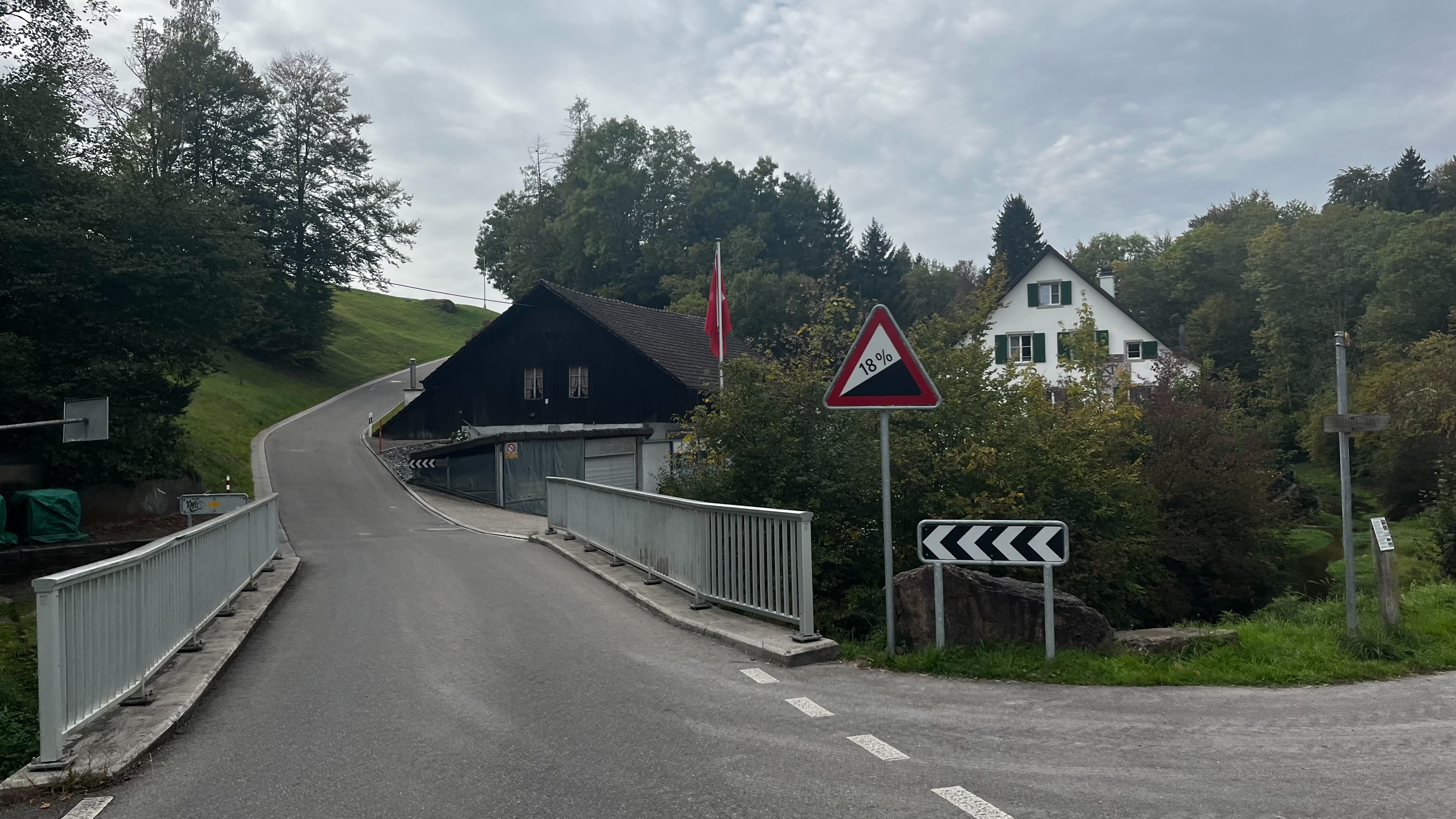
Kurzer steiler Anstieg nach der Tobelmüli

Eine längere Runde, von den Organisatoren City Circuit genannter Kurs, war 27 Kilometer lang und hatte ca. 385 Höhenmeter. Sie war identisch mit dem Rundkurs der Straßen-WM der Elite. Sie wies ein unruhiges Profil auf mit vielen, teilweise steilen Anstiegen, schnellen Abfahrten, zahlreichen Richtungswechseln und teilweise engen Sträßchen. Vom Ziel am Bellevue führte sie über die Quaibrücke, das Stadthausquai und die Münsterbrücke zum Limmatquai, über Mühlegasse und Seilergraben zum Kunsthaus. Darauf folgte ein steiler Anstieg die Zürichbergstraße hoch (80 Meter auf 1200 Metern; durchschnittlich 8 % und maximal 15 % Steigung) nach Fluntern. Über die Bergstraße ging es zum Klusplatz hinab, wo der lange Anstieg die Schlyfi hoch nach Witikon folgte (165 Höhenmeter auf vier Kilometern; in den steilen zwei Kilometern durchschnittlich 5,7 % und maximal 9 % Steigung). In Binz folgte ein weiterer, 650 Meter langer Anstieg (35 Höhenmeter). Über den Sennhof führte die Strecke nach Zumikon, wo es bis auf 675 m hoch ging. Es folgte eine erste Abfahrt zur Tobelmüli im Küsnachter Tobel, der kurze Aufstieg zur Schmalzgrueb auf dem Küsnachter Berg mit 18 % Steigung und die steile Abfahrt nach Küsnacht. Nach einem weiteren langgezogenen Anstieg ins Zentrum von Zollikon (50 Höhenmeter) ging es nach Tiefenbrunnen hinab und auf der Seestraße zurück zum Ziel.

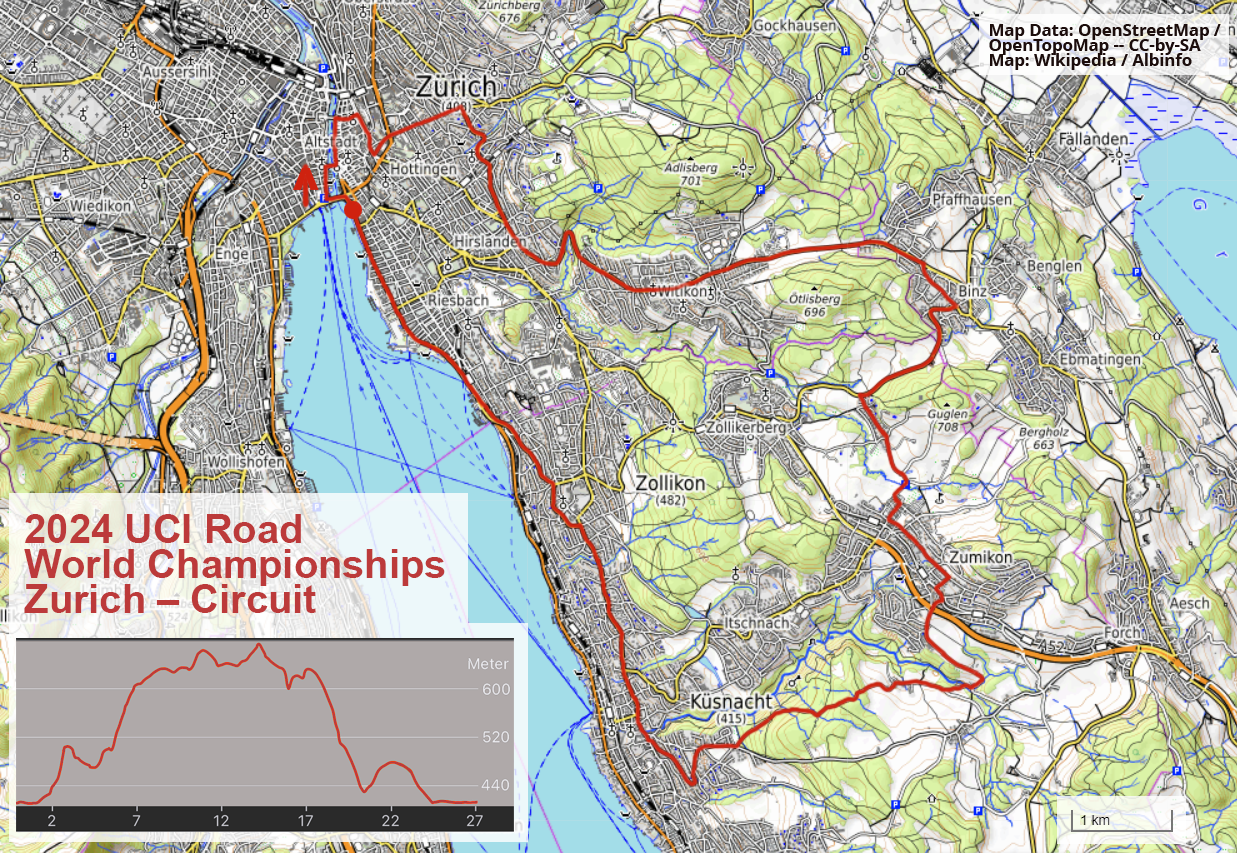
Schlussrunde

Die Zollikon-Runde, von den Organisatoren auch Lakeside Circuit genannt, war kürzer und führte durchs Seefeld über den Kreuzplatz nach Zollikon und über Tiefenbrunnen zurück zum Start. Diese war 6,2 Kilometer lang.

### Einzelzeitfahren
Die Einzelzeitfahren für Tandems und für die Klassen C4 und C5 war identisch zu dem der Frauen-Elite. Sie begannen in Gossau und führen nach Mönchaltorf, wo ein Anstieg begann. Über Oetwil am See ging es bei Oberchrüzlen (641 m) über die Pfannenstiel-Kette (7,5 Kilometer, 210 Höhenmeter). Nach einer schnellen Abfahrt von 140 Höhenmetern stieg die Strecke nochmals an nach Bergmeilen (1,4 Kilometer, 72 Höhenmeter). Dann ging es in Feldmeilen extrem steil zum Zürichsee hinab (125 Meter auf 1100 Meter). Die letzten zwölf Kilometer führten flach dem See entlang nach Zürich.
Die Zeitfahren der übrigen Klassen begannen am Sechseläutenplatz und führten dem See entlang bis Erlenbach respektive Küsnacht und wieder zurück.

### Handbike-Staffel
Die Handbike-Staffel wurde auf einem kurzen, flachen Rundkurs im Seefeld ausgetragen, sie begann und endete am Sechseläutenplatz und spielte sich hauptsächlich auf der Dufourstraße und der Bellerivestraße ab.

## Zeitplan
| Datum                     | Zeit (MESZ) | Leistungsklassen                                                         | Wettbewerb       | Distanz  | Strecke *                                                                          | Höhenmeter |
| ------------------------- | ----------- | ------------------------------------------------------------------------ | ---------------- | -------- | ---------------------------------------------------------------------------------- | ---------- |
| Samstag, 21. September    | 17:15       | Handbike                                                                 | Handbike-Staffel | 016,6 km | 9 Mal Runde Seefeld                                                                | 042 m      |
| Sonntag, 22. September    | 10:00       | Frauen Tandem B & Rennrad C4-5                                           | Einzelzeitfahren | 029,9 km | Gossau – Mönchaltorf – Oetwil a.S. – Oberchrüzlen – Feldmeilen – Küsnacht – Zürich | 0327 m     |
| Montag, 23. September     | 12:15       | Männer Tandem B & Rennrad C4-5                                           | Einzelzeitfahren | 029,9 km | Gossau – Mönchaltorf – Oetwil a.S. – Oberchrüzlen – Feldmeilen – Küsnacht – Zürich | 0327 m     |
| Dienstag, 24. September   | 11:00       | Frauen Rennrad C1-3 & Handbike H3-5; Männer Rennrad C1-3 & Handbike H1-5 | Einzelzeitfahren | 018,8 km | Zürich – Erlenbach – Zürich                                                        | 036 m      |
| Dienstag, 24. September   | 16:00       | Frauen Handbike H1-2 & Dreirad T1-2; Männer Dreirad T1-2                 | Einzelzeitfahren | 011,3 km | Zürich – Küsnacht – Zürich                                                         | 013 m      |
| Mittwoch, 25. September   | 10:45       | Männer Tandem B                                                          | Straßenrennen    | 103,2 km | 2 Mal Rundkurs, 8 Mal Runde Zollikon                                               | 1350 m     |
| Mittwoch, 25. September   | 10:45       | Frauen Tandem B                                                          | Straßenrennen    | 084,7 km | 2 Mal Rundkurs, 5 Mal Runde Zollikon                                               | 1197 m     |
| Donnerstag, 26. September | 09:00       | Frauen Handbike H1-5; Männer Handbike H1-2                               | Straßenrennen    | 038,0 km | 6 Mal Runde Zollikon                                                               | 0308 m     |
| Donnerstag, 26. September | 12:15       | Männer Rennrad C3                                                        | Straßenrennen    | 071,6 km | Münsterhof – 2 Mal Rundkurs, 3 Mal Runde Zollikon                                  | 1052 m     |
| Donnerstag, 26. September | 12:15       | Männer Rennrad C4-5                                                      | Straßenrennen    | 090,9 km | Münsterhof – 2 Mal Rundkurs, 6 Mal Runde Zollikon                                  | 1248 m     |
| Freitag, 27. September    | 08:30       | Männer Rennrad C1-2                                                      | Straßenrennen    | 062,7 km | 10 Mal Runde Zollikon                                                              | 0513 m     |
| Freitag, 27. September    | 11:00       | Frauen Dreirad T1-2; Männer Dreirad T1-2                                 | Straßenrennen    | 031,8 km | 5 Mal Runde Zollikon                                                               | 0257 m     |
| Samstag, 28. September    | 08:15       | Männer Handbike H3                                                       | Straßenrennen    | 057,8 km | 1 Mal Rundkurs, 5 Mal Runde Zollikon                                               | 0726 m     |
| Samstag, 28. September    | 10:45       | Frauen Rennrad C1-3                                                      | Straßenrennen    | 056,5 km | 9 Mal Runde Zollikon                                                               | 0462 m     |
| Samstag, 28. September    | 10:45       | Frauen Rennrad C4-5                                                      | Straßenrennen    | 070,2 km | 1 Mal Rundkurs, 7 Mal Runde Zollikon                                               | 0829 m     |
| Sonntag, 29. September    | 09:45       | Männer Handbike H4-5                                                     | Straßenrennen    | 057,8 km | 1 Mal Rundkurs, 5 Mal Runde Zollikon                                               | 0726 m     |

## Resultate

### Zeitfahren Klasse B
| Platz                 | Namen                              | Land | Zeit          |
| --------------------- | ---------------------------------- | ---- | ------------- |
| Frauen – WB (29,9 km) |                                    |      |               |
|                       | Katie-George Dunlevy / Linda Kelly | IRL  | 43:14,47 min  |
|                       | Sophie Unwin / Jenny Holl          | GBR  | + 1:09,70 min |
|                       | Lora Fachie / Corrine Hall         | GBR  | +1:38,44 min  |

| Platz                 | Namen                              | Land | Zeit          |
| --------------------- | ---------------------------------- | ---- | ------------- |
| Männer – MB (29,9 km) |                                    |      |               |
|                       | Tristan Bangma / Patrick Bos       | NED  | 37:36,91 min  |
|                       | Alexandre Lloveras / Yoann Paillot | FRA  | + 0:40,34 min |
|                       | Imanol Arriortua / Francisco Rus   | ESP  | + 0:51,11 min |

### Straßenrennen Klasse B
| Platz                 | Namen                              | Land | Zeit       |
| --------------------- | ---------------------------------- | ---- | ---------- |
| Frauen – WB (84,7 km) |                                    |      |            |
|                       | Katie-George Dunlevy / Linda Kelly | IRL  | 2:22:46 h  |
|                       | Sophie Unwin / Jenny Holl          | GBR  | + 1:23 min |
|                       | Josephine Healion / Eve McCrystal  | IRL  | +1:39 min  |

| Platz                  | Namen                              | Land | Zeit      |
| ---------------------- | ---------------------------------- | ---- | --------- |
| Männer – MB (103,2 km) |                                    |      |           |
|                        | Tristan Bangma / Patrick Bos       | NED  | 2:25:18 h |
|                        | Imanol Arriortua / Francisco Rus   | ESP  | gl. Zeit  |
|                        | Alexandre Lloveras / Yoann Paillot | FRA  | gl. Zeit  |

### Zeitfahren Klasse C
| Platz                  | Name                   | Land | Zeit          |
| ---------------------- | ---------------------- | ---- | ------------- |
| Frauen – WC1 (18,8 km) |                        |      |               |
|                        | Frances Brown          | GBR  | 29:27,93      |
|                        | Katie Toft             | GBR  | + 4:09,42     |
|                        | nicht vergeben         |      |               |
| Frauen – WC2 (18,8 km) |                        |      |               |
|                        | Flurina Rigling        | SUI  | 26:45,60      |
|                        | Daphne Schrager        | GBR  | + 0:23,01     |
|                        | Amelia Cass            | GBR  | + 2:17,26     |
| Frauen – WC3 (18,8 km) |                        |      |               |
|                        | Anna Beck              | SWE  | 25:54,65      |
|                        | Jamie Whitmore         | USA  | + 2:41,55     |
|                        | Paula Perez Caballero  | COL  | + 2:51,53     |
| Frauen – WC4 (29,9 km) |                        |      |               |
|                        | Franziska Matile-Dörig | SUI  | 47:44,53 min  |
|                        | Samantha Bosco         | USA  | + 0:21,00 min |
|                        | Katell Alençon         | FRA  | + 5:57,26 min |
| Frauen – WC5 (29,9 km) |                        |      |               |
|                        | Sarah Storey           | GBR  | 45:25,45 min  |
|                        | Heidi Gaugain          | FRA  | + 1:36,78 min |
|                        | Kerstin Brachtendorf   | GER  | + 2:09,63 min |

| Platz                  | Name                 | Land | Zeit          |
| ---------------------- | -------------------- | ---- | ------------- |
| Männer – MC1 (18,8 km) |                      |      |               |
|                        | Ricardo Ten Argilés  | ESP  | 25:25,48      |
|                        | Zbigniew Maciejewski | POL  | + 0:16,32     |
|                        | Andre Wijnhoud       | NED  | + 0:39,28     |
| Männer – MC2 (18,8 km) |                      |      |               |
|                        | Ewoud Vromant        | BEL  | 23:13,58      |
|                        | Alexandre Léauté     | FRA  | + 0:20,18     |
|                        | Matthew Robertson    | GBR  | + 1:04,22     |
| Männer – MC3 (18,8 km) |                      |      |               |
|                        | Florian Bouziani     | FRA  | 23:30,01      |
|                        | Finlay Graham        | GBR  | + 0:02,11     |
|                        | Alexandre Hayward    | CAN  | + 0:04,75     |
| Männer – MC4 (29,9 km) |                      |      |               |
|                        | Mattis Lebeau        | FRA  | 40:49,60 min  |
|                        | Kévin Le Cunff       | FRA  | + 0:16,25 min |
|                        | Gatien Le Rousseau   | FRA  | + 1:04,58 min |
| Männer – MC5 (29,9 km) |                      |      |               |
|                        | Daniel Abraham Gebru | NED  | 40:35,90 min  |
|                        | Lauro Chaman         | BRA  | + 0:04,43 min |
|                        | Jehor Dementjew      | UKR  | + 0:28,41 min |

### Straßenrennen Klasse C
| Platz                  | Name                            | Land | Zeit       |  |
| ---------------------- | ------------------------------- | ---- | ---------- |  |
| Frauen – WC1 (56,5 km) |                                 |      |            |  |
|                        | Frances Brown                   | GBR  | 1:38:02    |  |
| Frauen – WC2 (56,5 km) |                                 |      |            |  |
|                        | Flurina Rigling                 | SUI  | 1:34:47    |  |
|                        | Daphne Schrager                 | GBR  | + 3:03     |  |
|                        | Daniela Carolina Munevar Florez | COL  | + 3:03     |  |
| Frauen – WC3 (56,5 km) |                                 |      |            |  |
|                        | Aniek van den Aarssen           | NED  | 1:37:48    |  |
|                        | Paula Caballeros Pérez          | COL  | + 0:01     |  |
|                        | Jamie Whitmore                  | USA  | + 0:02     |  |
| Frauen – WC4 (70,2 km) |                                 |      |            |  |
|                        | Samantha Bosco                  | USA  | 2:02:33    |  |
|                        | Franziska Matile-Dörig          | SUI  | + 0:44 min |  |
|                        | Katell Alençon                  | FRA  | + 1 Runde  |  |
| Frauen – WC5 (70,2 km) |                                 |      |            |  |
|                        | Sarah Storey                    | GBR  | 1:55:28    |  |
|                        | Morgan Newbury                  | GBR  | + 7:09     |  |
|                        | Alana Forster                   | AUS  | + 7:49     |  |

| Platz                  | Name                 | Land | Zeit       |
| ---------------------- | -------------------- | ---- | ---------- |
| Männer – MC1 (62,7 km) |                      |      |            |
|                        | Ricardo Ten Argilés  | ESP  | 1:37:45 h  |
|                        | Zbigniew Maciejewski | POL  | gl. Zeit   |
|                        | Pierre Senska        | GER  | + 4:05 min |
| Männer – MC2 (62,7 km) |                      |      |            |
|                        | Alexandre Léauté     | FRA  | 1:29:27 h  |
|                        | Matthew Robertson    | GBR  | + 0:45 min |
|                        | Ewoud Vromant        | BEL  | + 7:54 min |
| Männer – MC3 (71,6 km) |                      |      |            |
|                        | Finlay Graham        | GBR  | 1:55:24 h  |
|                        | Benjamin Watson      | GBR  | + 0:13 min |
|                        | Alexandre Hayward    | CAN  | + 1:28 min |
| Männer – MC4 (90,9 km) |                      |      |            |
|                        | Gatien Le Rousseau   | FRA  | 2:13:27 h  |
|                        | Mattis Lebeau        | FRA  | gl. Zeit   |
|                        | Kévin Le Cunff       | FRA  | gl. Zeit   |
| Männer – MC5 (90,9 km) |                      |      |            |
|                        | Jehor Dementjew      | UKR  | 2:15:02 h  |
|                        | Elouan Gardon        | USA  | gl. Zeit   |
|                        | Lauro Chaman         | BRA  | gl. Zeit   |

### Zeitfahren Klasse H
| #                      | Fahrerin                         | Land | Zeit (min) |
| ---------------------- | -------------------------------- | ---- | ---------- |
| Frauen – WH1 (11,3 km) |                                  |      |            |
|                        | Manuela Vos van den Bouwhuijsen  | ESP  | 33:58,83   |
|                        | Luisa Pasini                     | ITA  | + 7:04,90  |
|                        | nicht vergeben                   |      |            |
| Frauen – WH2 (11,3 km) |                                  |      |            |
|                        | Katie Brim                       | USA  | 18:54,04   |
|                        | Roberta Amadeo                   | ITA  | + 4:06,35  |
|                        | Gilmara Sol do Rosário Gonçalves | BRA  | + 9:56,12  |
| Frauen – WH3 (18,8 km) |                                  |      |            |
|                        | Annika Zeyen-Giles               | GER  | 29:06,34   |
|                        | Lauren Parker                    | AUS  | + 0:10,51  |
|                        | Anaïs Vincent                    | FRA  | + 0:42,86  |
| Frauen – WH4 (18,8 km) |                                  |      |            |
|                        | Svetlana Moshkovich              | AUT  | 30:13,47   |
|                        | Cornelia Wibmer                  | AUT  | + 0:01,95  |
|                        | Julia Dierkesmann                | GER  | + 0:54,03  |
| Frauen – WH5 (18,8 km) |                                  |      |            |
|                        | Chantal Haenen                   | NED  | 28:48,17   |
|                        | Andrea Eskau                     | GER  | + 1:37,07  |
|                        | Ana Maria Vitelaru               | ITA  | + 3:53,15  |

| #                      | Fahrer                  | Land | Zeit (min) |
| ---------------------- | ----------------------- | ---- | ---------- |
| Männer – MH1 (18,8 km) |                         |      |            |
|                        | Fabrizio Cornegliani    | ITA  | 35:59.70   |
|                        | Marcos Ferreira de Melo | BRA  | + 2:35,70  |
|                        | Maxime Hordies          | BEL  | + 2:45,49  |
| Männer – MH2 (18,8 km) |                         |      |            |
|                        | Luca Mazzone            | ITA  | 28:01,65   |
|                        | Florian Jouanny         | FRA  | + 0:40,25  |
|                        | Sergio Garrote          | ESP  | + 0:54,61  |
| Männer – MH3 (18,8 km) |                         |      |            |
|                        | Mathieu Bosredon        | FRA  | 23:59,70   |
|                        | Mark Mekenkamp          | NED  | + 1:04,46  |
|                        | Marvin Odent            | BEL  | + 1:20,21  |
| Männer – MH4 (18,8 km) |                         |      |            |
|                        | Thomas Frühwirth        | AUT  | 23:47,13   |
|                        | Fabian Recher           | SUI  | + 0:57,39  |
|                        | Joseph Fritsch          | FRA  | + 1:15,69  |
| Männer – MH5 (18,8 km) |                         |      |            |
|                        | Mitch Valize            | NED  | 24:39,52   |
|                        | Loïc Vergnaud           | FRA  | + 1:20,84  |
|                        | Tim de Vries            | NED  | + 2:43,59  |

### Straßenrennen Klasse H
| #                      | Name                             | Land | Zeit       |
| ---------------------- | -------------------------------- | ---- | ---------- |
| Frauen – WH1 (38,0 km) |                                  |      |            |
|                        | Luisa Pasini                     | ITA  | 1:27:26 h  |
|                        | Manuela Vos van den Bouwhuijsen  | ESP  | + 1:33 min |
|                        | nicht vergeben                   |      |            |
| Frauen – WH2 (38,0 km) |                                  |      |            |
|                        | Katie Brim                       | USA  | 1:10:56 h  |
|                        | Roberta Amadeo                   | ITA  | LAP (−1)   |
|                        | Gilmara Sol do Rosário Gonçalves | BRA  | LAP (−2)   |
| Frauen – WH3 (38,0 km) |                                  |      |            |
|                        | Jady Martins                     | BRA  | 1:10:11 h  |
|                        | Annika Zeyen-Giles               | GER  | gl. Zeit   |
|                        | Anaïs Vincent                    | FRA  | gl. Zeit   |
| Frauen – WH4 (38,0 km) |                                  |      |            |
|                        | Jennette Jansen                  | NED  | 1:10:12 h  |
|                        | Cornelia Wibmer                  | AUT  | + 0:02 min |
|                        | Sandra Fuhrer                    | SUI  | + 0:15 min |
| Frauen – WH5 (38,0 km) |                                  |      |            |
|                        | Chantal Haenen                   | NED  | 1:12:54 h  |
|                        | Ana Maria Vitelaru               | ITA  | gl. Zeit   |
|                        | Andrea Eskau                     | GER  | + 5:37 min |

| #                      | Name                    | Land | Zeit        |
| ---------------------- | ----------------------- | ---- | ----------- |
| Männer – MH1 (38,0 km) |                         |      |             |
|                        | Maxime Hordies          | BEL  | 1:17:33 h   |
|                        | Fabrizio Cornegliani    | ITA  | gl. Zeit    |
|                        | Marcos Ferreira de Melo | BRA  | + 3:08 min  |
| Männer – MH2 (38,0 km) |                         |      |             |
|                        | Sergio Garrote          | ESP  | 1:04:25 h   |
|                        | Florian Jouanny         | FRA  | + 1:03 min  |
|                        | Luca Mazzone            | ITA  | + 10:07 min |
| Männer – MH3 (18,8 km) |                         |      |             |
|                        | Mathieu Bosredon        | FRA  | 1:42:38     |
|                        | Martino Pini            | ITA  | + 5:54 min  |
|                        | Christian Gyldenohr     | NOR  | + 6:18 min  |
| Männer – MH4 (57,8 km) |                         |      |             |
|                        | Joseph Fritsch          | FRA  | 1:34:12     |
|                        | Thomas Frühwirth        | AUT  | + 4:31      |
|                        | Fabian Recher           | SUI  | + 6:27      |
| Männer – MH5 (57,8 km) |                         |      |             |
|                        | Mitch Valize            | NED  | 1:39:12     |
|                        | Loïc Vergnaud           | FRA  | + 1:03      |
|                        | Pavlo Bal               | UKR  | + 1:06      |

### Zeitfahren Klasse T
| Platz                  | Name                  | Land | Zeit          |
| ---------------------- | --------------------- | ---- | ------------- |
| Frauen – WT1 (11,3 km) |                       |      |               |
|                        | Marieke van Soest     | NED  | 20:51,44 min  |
|                        | Pavlína Vejvodová     | CZE  | + 0:51,64 min |
|                        | Eltje Malzbender      | NZL  | + 3:17,06 min |
| Frauen – WT2 (11,3 km) |                       |      |               |
|                        | Celine van Till       | SUI  | 18:34,30 min  |
|                        | Emma Lund             | DEN  | + 0:24,21 min |
|                        | Angelika Dreock-Käser | GER  | + 2:07,22 min |

| Platz                  | Name             | Land | Zeit          |
| ---------------------- | ---------------- | ---- | ------------- |
| Männer – MT1 (11,3 km) |                  |      |               |
|                        | Nathan Clement   | CAN  | 18:48,16 min  |
|                        | Giorgio Farroni  | ITA  | + 1:25,03 min |
|                        | Aziz Atakhodjaev | UZB  | + 1:42,55 min |
| Männer – MT2 (11,3 km) |                  |      |               |
|                        | Felix Barrow     | GBR  | 16:28,66 min  |
|                        | Tim Celen        | BEL  | + 0:34,84 min |
|                        | Dennis Connors   | USA  | + 0:35,73 min |

### Straßenrennen Klasse T
| Platz                  | Name                  | Land | Zeit        |
| ---------------------- | --------------------- | ---- | ----------- |
| Frauen – WT1 (31,8 km) |                       |      |             |
|                        | Marieke van Soest     | NED  | 1:03:52 h   |
|                        | Pavlína Vejvodová     | CZE  | + 11:49 min |
|                        | Eltje Malzbender      | NZL  | LAP (−1)    |
| Frauen – WT2 (31,8 km) |                       |      |             |
|                        | Emma Lund             | DEN  | 1:02:45 h   |
|                        | Celine van Till       | SUI  | + 1:00 min  |
|                        | Angelika Dreock-Käser | GER  | + 6:07 min  |

| Platz                  | Name                  | Land | Zeit       |
| ---------------------- | --------------------- | ---- | ---------- |
| Männer – MT1 (31,8 km) |                       |      |            |
|                        | Nathan Clement        | CAN  | 1:01:20 h  |
|                        | Giorgio Farroni       | ITA  | gl. Zeit   |
|                        | Aziz Atakhodjaev      | UZB  | + 2:47 min |
| Männer – MT2 (31,8 km) |                       |      |            |
|                        | Dennis Connors        | USA  | 55:20 min  |
|                        | Maximilian Jäger      | GER  | + 0:02 min |
|                        | Wolfgang Steinbichler | AUT  | + 0:03 min |

### Handbiker-Staffel
| Mixed-Staffel (16,6 km) |                                                                   |      |            |
| Platz                   | Sportler                                                          | Land | Zeit (min) |
|                         | Johan Quaile / Florian Jouanny / Joseph Fritsch                   | FRA  | 24:55      |
|                         | Federico Mestroni / Luca Mazzone / Davide Cortini                 | ITA  | 25:03      |
|                         | David Mouriz / Sergio Garrote Muñoz / Luis Miguel García-Marquina | ESP  | 25:05      |

## Medaillenspiegel
| Platz  | Land               | Gold | Silber | Bronze | Gesamt |
| ------ | ------------------ | ---- | ------ | ------ | ------ |
| 1      | Niederlande        | 11   | 1      | 2      | 14     |
| 2      | Frankreich         | 8    | 9      | 8      | 25     |
| 3      | Großbritannien     | 6    | 9      | 3      | 18     |
| 4      | Schweiz            | 4    | 3      | 2      | 9      |
| 4      | Vereinigte Staaten | 4    | 3      | 2      | 9      |
| 6      | Spanien            | 4    | 2      | 3      | 9      |
| 7      | Italien            | 3    | 9      | 2      | 14     |
| 8      | Österreich         | 2    | 3      | 1      | 6      |
| 9      | Belgien            | 2    | 1      | 3      | 6      |
| 10     | Kanada             | 2    | 0      | 2      | 4      |
| 11     | Irland             | 2    | 0      | 1      | 3      |
| 12     | Deutschland        | 1    | 3      | 6      | 10     |
| 13     | Brasilien          | 1    | 2      | 4      | 7      |
| 14     | Dänemark           | 1    | 1      | 0      | 2      |
| 15     | Ukraine            | 1    | 0      | 2      | 3      |
| 16     | Schweden           | 1    | 0      | 0      | 1      |
| 17     | Polen              | 0    | 2      | 0      | 2      |
| 17     | Tschechien         | 0    | 2      | 0      | 2      |
| 19     | Kolumbien          | 0    | 1      | 2      | 3      |
| 20     | Australien         | 0    | 1      | 1      | 2      |
| 21     | Neuseeland         | 0    | 0      | 2      | 2      |
| 21     | Usbekistan         | 0    | 0      | 2      | 2      |
| 23     | Norwegen           | 0    | 0      | 1      | 1      |
| Gesamt | Gesamt             | 53   | 52     | 49     | 154    |

## Aufgebote

### Bund Deutscher Radfahrer
- Frauen: Kerstin Brachtendorf (C5), Julia Dierkesmann (H), Angelika Dreock-Käser (T2), Andrea Eskau (H5), Maike Hausberger (C2), Jana Majunke (T2), Annika Zeyen-Giles (H3)
- Männer: Johannes Herter (H3), Maximilian Jäger (T1), Vico Merklein (H3), Manuel Scheichl (H2), Matthias Schindler (C3), Pierre Senska (C1), Michael Teuber (C1), Steffen Warias (C3)

### Cycling Austria
- Frauen: Svetlana Moshkovich (H4), Cornelia Wibmer (H4),
- Männer: Ernst Bachmaier (H1), Thomas Frühwirth (H4), Alexander Gritsch (H4), Franz-Josef Lässer (C5), Wolfgang Schattauer (H2), Wolfgang Steinbichler (T2), Andreas Zirkl (C1)

### Swiss Cycling
- Frauen: Sandra Fuhrer (H4), Franziska Matile-Dörig (C4), Flurina Rigling (C2), Sandra Stöckli (H4), Celine van Till (T2)
- Männer: Fabio Bernasconi (C4), Roger Bolliger (C2), Heinz Frei (H3), Felix Frohofer (H4), Benjamin Früh (H1), Laurent Garnier (C4), Fabian Kieliger (H),  Tobias Lötscher (H4), André Martins (H), Fabian Recher (H4), Yves Schmied (H), Alain Tuor (H1), Cornel Villiger (H), Micha Wäfler (H), Fabiano Wey (T1), Timothy Zemp (C4), Christoph Zündel (C3)